# Chung Kuo
Chung Kuo es una serie de libros de ciencia ficción escritas por David Wingrove.

## Argumento
Las novelas de la serie describen un mundo de dominación China, con un sistema global de enormes ciudades estado que toman el nombre del continente que ocupan casi de forma continua, exceptuando algunas regiones montañosas usadas para la agricultura. Las ciudades están construidas con 'Ice' (hielo), un material sintético que permite la creación de estructuras verticales continuas de varios cientos de niveles habitables. La población mundial asciende a 34 millardos y son gobernados por personas de ascendencia china, liderados a su vez por el grupo hereditario de T'angs, cuyo mayor objetivo es imponer su visión de estabilidad en la historia humana. A lo largo de la serie se puede ver su búsqueda y deseo de dominio perpetuo para lo cual, entre otros métodos, han borrado la verdadera línea de hechos históricos especialmente los logros de las sociedades occidentales antes del dominio Chino a partir del siglo 21.
Las novelas narran la historia de dos corrientes de pensamiento, una es la de un grupo mayoritariamente Chino que pretende preservar la estabilidad y la continuidad de las ciudades, y la otra la de un grupo mayoritariamente occidental que anhela el cambio. Las dos facciones recurren al asesinato, sociedades secretas, acciones encubiertas y de terror para lograr sus objetivos. De igual manera los diferentes libros rebosan de maniobras políticas en la tierra y algunos planetas del sistema solar que han sido colonizados. En los libros más recientes se nota la gradual desintegración de la antes estable sociedad con la aparición de la guerra civil y la destrucción de ciudades enteras, con incontable perdida de vidas y plagas de origen artificial.
La historia se cuenta a través de los ojos de una gran variedad de personajes y sus descendientes que sirven a los T'angs o a sus oponentes, con lo que al finalizar la serie se obtiene una lista de personajes de varias decenas, aunque muchos de ellos ya están muertos en este punto de la historia.

## Libros
Originalmente se publicó la serie entre 1989 y 1999, y fue planeada por Wingrove como tres trilogías (9 libros), pero después de la publicación del séptimo, Wingrove anunció que el octavo cerrarria la serie, Marriage of the Living Dark.
En febrero del 2011, Corvus / Atlantic Books comenzó una reedición de toda la saga, (al igual que se hizo con la Rueda del Tiempo de Robert Jordan), dividiendo la saga en 20 libros, con aproximadamente 500.000 nuevas palabras. En estas se incluyen dos nuevas novelas, precuelas de la saga Son of Heaven y  Daylight on Iron Mountain y una significativa reestructuración del final de la serie, respecto de las intenciones originales de Wingrove. Las dos precuelas cubren los eventos entre 2045 y 2100, contando la historía de como China alcanzó el poder mundial.

### Serie Original
- The Middle Kingdom, El Reino Medio (1989) (Traducido al español y editado por Timun mas en España)
- The Broken Wheel, La Rueda Rota (1990) raducido al español y editado por Timun mas en España)
- The White Mountain, La montaña blanca (1992) (Sin Traducción en España)
- The Stone Within, La Roca Interior (1993) (Sin Traducción en España)
- Beneath the Tree of Heaven, Bajo el árbol del Cielo (1994) (Sin Traducción en España)
- White Moon, Red Dragon, Luna Blanca, Dragón Rojo (1994) (Sin Traducción en España)
- Days of Bitter Strength, Días de Amarga Fortaleza (1997) (Sin Traducción en España)
- The Marriage of the Living Dark, La unión de la Oscuridad viva (1999) (Sin Traducción en España)

### Serie Reeditada en 2011
Los 20 libros se ha planeado que se publiquen en intervalos regulares entre febrero de 2011 y junio de 2015.
Están en negrita los títulos que se mantiene.
1. Son of Heaven (Hijo del cielo) (febrero de 2011, en inglés)
2. Daylight on Iron Mountain (Amanecer en la montaña de acero) (noviembre de 2011, en inglés)
3. The Middle Kingdom (El reino medio) (agosto de 2012, en inglés)
4. Ice and Fire (Hielo y fuego)
5. The Art of War (El arte de la guerra)
6. An Inch of Ashes
7. The Broken Wheel (La rueda rota)
8. The White Mountain (La montaña blanca)
9. Monsters of the Deep (Monstruos de las profundidades)
10. The Stone Within (La Roca Interior)
11. Upon a Wheel of Fire (Sobre una rueda de fuego)
12. Beneath the Tree of Heaven (Bajo el árbol del Cielo)
13. Song of the Bronze Statue (Canción de la estatua de bronce)
14. White Moon Red Dragon (Luna blanca dragón rojo)
15. China on the Rhine
16. Days of Bitter Strength (Días de Amarga Fortaleza)
17. The Father of Lies (El padre de las mentiras)
18. Blood and Iron (Sangre y acero)
19. King of Infinite Space (Rey del espacio infinito)
20. The Marriage of the Living Dark (La unión de la Oscuridad viva)